# 嵯峨直樹
嵯峨 直樹（さが なおき、1971年9月15日 -  ）は、日本の歌人。ミュージシャンの宙也は叔父。

## 経歴
岩手県盛岡市に生まれる。法政大学社会学部中退。
岡井隆に師事し、歌誌「未来」会員。2000年、「未来賞」受賞。2004年、作品「ペイルグレーの海と空」30首にて第47回短歌研究新人賞受賞。2006年、全国高校生短歌大会審査員。2008年、日本現代詩歌文学館常設展「天体と詩歌」出展。同年、第一歌集『神の翼』を刊行。2011年、さいかち真とともに短歌研究誌「美志」を復刊。

## 作風
師である岡井隆の影響の強い修辞的、批評的な作風が特色。また、性愛を主題とした作品も多い。方法としては、性にかかわる直接的なタームは出さず、作中の登場人物たちのあいだにある社会的な距離感が異常に近いことをほのめかしながら表現していくため、性愛の歌として読まないこともできる。

## 著書
- 歌集『神の翼』（短歌研究社、2008年） ISBN 978-4862721242
- 歌集『半地下』（KADOKAWA、2014年） ISBN 978-4046528827
- 歌集『みずからの火』（角川書店、2018年）ISBN 978-4048841870
- 歌集『塔 TOWER』（現代短歌社、2025年）ISBN 978-4865345025